# Campeonato Mundial Militar de Voleibol Feminino de 2017
O Campeonato Mundial Militar de Voleibol Feminino de 2017 foi a décima oitava edição do torneio organizado anualmente pela CISM, sob as regras da FIVB, realizada entre os dias 3 a 9 de junho na cidade de Jacksonville, localizada na Florida.
A Seleção Chinesa conquistou seu quarto título e a atacantedesta equipe Liu Yanhan foi premiada como a melhor jogadora (MVP); e Estados Unidos e Alemanha completaram o pódio. A seleção norte-americana recebeu o Troféu Fair Play (jogo limpo) 

## Formato de disputa
As cinco equipes disputaram a fase classificatória em turno único, onde todas jogaram entre si. ao final dos confrontos as duas primeiras equipes melhores colocadas disputaram a partida final pelo título e a a terceira e quarta colocadas disputaram o bronze, enquanto a quinta colocada na referida fase conserva sua classificação final.
Para a classificação dentro dos grupos na primeira fase, o placar de 3-0 ou 3-1 garantiu três pontos para a equipe vencedora e nenhum para a equipe derrotada; já o placar de 3-2 garantiu dois pontos para a equipe vencedora e um para a perdedora

## Primeira fase
A  CISM divulgou previamente o resultado do sorteio de grupos e a tabela de jogos.
- Todos as partidas no horário das Jacksonville (UTC+01:00).

|  | Qualificados para a final   |
|  | Disputam do 3° e 4° lugares |

### Grupo único
Classificação
|     |                |     | Jogos | Jogos | Jogos | Pontos | Pontos | Pontos | Sets | Sets | Sets  |
| Pos | Equipe         | Pts | T     | V     | D     | V      | P      | R      | V    | P    | R     |
| --- | -------------- | --- | ----- | ----- | ----- | ------ | ------ | ------ | ---- | ---- | ----- |
| 1   | China          | 12  | 4     | 4     | 0     | 300    | 106    | 2.830  | 12   | 0    | MAX   |
| 2   | Estados Unidos | 8   | 4     | 3     | 1     | 296    | 258    | 1.147  | 9    | 5    | 1.800 |
| 3   | Alemanha       | 6   | 4     | 2     | 2     | 283    | 312    | 0.907  | 6    | 8    | 0.750 |
| 4   | Canadá         | 4   | 4     | 1     | 3     | 278    | 327    | 0.850  | 6    | 9    | 0.667 |
| 5   | Países Baixos  | 0   | 4     | 0     | 4     | 169    | 323    | 0.523  | 1    | 12   | 0.083 |

Resultados
| 4 de junho de 2018 15ː00 AQ | Estados Unidos | 0 — 3             | China | Naval Station Mayport Fitness Centre Público: 150 Árbitro(s): ALE Janita Richter HOL Henk Rikken |
| 4 de junho de 2018 15ː00 AQ | 13 17 9        | Set 1 Set 2 Set 3 | 25    | Naval Station Mayport Fitness Centre Público: 150 Árbitro(s): ALE Janita Richter HOL Henk Rikken |

| 4 de junho de 2018 17ː00 AQ | Canadá      | 1 — 3             | Alemanha    | Naval Station Mayport Fitness Centre Público: 326 Árbitro(s): EUA Kevin Wendelboe CHN Chen Zhinxin |
| 4 de junho de 2018 17ː00 AQ | 25 19 25 20 | Set 1 Set 2 Set 3 | 27 25 22 25 | Naval Station Mayport Fitness Centre Público: 326 Árbitro(s): EUA Kevin Wendelboe CHN Chen Zhinxin |

| 5 de junho de 2018 15ː00 AQ | China | 3 — 0             | Países Baixos | Naval Station Mayport Fitness Centre Público: 50 Árbitro(s): EUA Kevin Wendelboe CAN Steve Stuart |
| 5 de junho de 2018 15ː00 AQ | 25    | Set 1 Set 2 Set 3 | 7 5 4         | Naval Station Mayport Fitness Centre Público: 50 Árbitro(s): EUA Kevin Wendelboe CAN Steve Stuart |

| 5 de junho de 2018 17ː00 AQ | Canadá         | 2 — 3                         | Estados Unidos | Naval Station Mayport Fitness Centre Público: 327 Árbitro(s): HOL Henk Rikken ALE Janita Richter |
| 5 de junho de 2018 17ː00 AQ | 25 15 14 25 13 | Set 1 Set 2 Set 3 Set 4 Set 5 | 21 25 20 15    | Naval Station Mayport Fitness Centre Público: 327 Árbitro(s): HOL Henk Rikken ALE Janita Richter |

| 6 de junho de 2018 15ː00 AQ | Países Baixos | 0 — 3             | Canadá | Naval Station Mayport Fitness Centre Público: 105 Árbitro(s): ALE Janita Richter EUA Kevin Wendelboe |
| 6 de junho de 2018 15ː00 AQ | 22 18 7       | Set 1 Set 2 Set 3 | 25     | Naval Station Mayport Fitness Centre Público: 105 Árbitro(s): ALE Janita Richter EUA Kevin Wendelboe |

| 6 de junho de 2018 17ː00 AQ | Alemanha | 0 — 3             | Estados Unidos | Naval Station Mayport Fitness Centre Público: 301 Árbitro(s): CHN Chen Guo HOL Henk Rikken |
| 6 de junho de 2018 17ː00 AQ | 17 24 16 | Set 1 Set 2 Set 3 | 25 26 25       | Naval Station Mayport Fitness Centre Público: 301 Árbitro(s): CHN Chen Guo HOL Henk Rikken |

| 7 de junho de 2018 15ː00 AQ | China | 3 — 0             | Alemanha | Naval Station Mayport Fitness Centre Público: 211 Árbitro(s): HOL Henk Rikken CAN Steve Stuart |
| 7 de junho de 2018 15ː00 AQ | 25    | Set 1 Set 2 Set 3 | 11 13 5  | Naval Station Mayport Fitness Centre Público: 211 Árbitro(s): HOL Henk Rikken CAN Steve Stuart |

| 7 de junho de 2018 17ː00 AQ | Países Baixos | 0 — 3             | Estados Unidos | Naval Station Mayport Fitness Centre Público: 150 Árbitro(s): ALE Janita Richter CHN Chen Guo |
| 7 de junho de 2018 17ː00 AQ | 11 14 9       | Set 1 Set 2 Set 3 | 25             | Naval Station Mayport Fitness Centre Público: 150 Árbitro(s): ALE Janita Richter CHN Chen Guo |

| 8 de junho de 2018 15ː00 AQ | Canadá | 0 — 3             | China | Naval Station Mayport Fitness Centre Público: 118 Árbitro(s): ALE Janita Richter HOL Henk Rikken |
| 8 de junho de 2018 15ː00 AQ | 10 6   | Set 1 Set 2 Set 3 | 25    | Naval Station Mayport Fitness Centre Público: 118 Árbitro(s): ALE Janita Richter HOL Henk Rikken |

| 8 de junho de 2018 17ː00 AQ | Canadá | 3 — 1             | Alemanha    | Naval Station Mayport Fitness Centre Público: 50 Árbitro(s): EUA Kevin Wendelboe CAN Steve Stuart |
| 8 de junho de 2018 17ː00 AQ | 23 25  | Set 1 Set 2 Set 3 | 25 13 16 18 | Naval Station Mayport Fitness Centre Público: 50 Árbitro(s): EUA Kevin Wendelboe CAN Steve Stuart |

## Fase final
- Horários UTC-01:00

|  | Semifinais | Semifinais     |   |                  | Final            | Final |  |
|  |            |                |   |                  |                  |       |  |
|  |            |                |   |                  |                  |       |  |
|  |            |                |   |                  |                  |       |  |
|  |            |                |   |                  |                  |       |  |
|  |            |                |   |                  |                  |       |  |
|  |            |                |   |                  | 9 de junho-15ː00 |       |  |
|  |            |                |   |                  | China            | 3     |  |
|  |            | Estados Unidos | 0 |                  |                  |       |  |
|  |            |                |   |                  |                  |       |  |
|  |            |                |   |                  |                  |       |  |
|  |            |                |   |                  | Terceiro lugar   |       |  |
|  |            |                |   | 9 de junho-13ː00 |                  |       |  |
|  |            |                |   | Canadá           | 0                |       |  |
|  |            |                |   |                  | Alemanha         | 3     |  |

## Terceiro lugar
| 9 de junho de 2018 13ː00 AQ | Canadá   | 0 — 3             | China | Naval Station Mayport Fitness Centre Público: 276 Árbitro(s): EUA Kevin Wendelboe HOL Henk Rikken |
| 9 de junho de 2018 13ː00 AQ | 24 15 17 | Set 1 Set 2 Set 3 | 26 25 | Naval Station Mayport Fitness Centre Público: 276 Árbitro(s): EUA Kevin Wendelboe HOL Henk Rikken |

## Final
| 9 de junho de 2018 15ː00 AQ | China | 3 — 0             | Estados Unidos | Naval Station Mayport Fitness Centre Público: 250 Árbitro(s): ALE Janita Richter CAN Steve Stuart |
| 9 de junho de 2018 15ː00 AQ | 25    | Set 1 Set 2 Set 3 | 13 12 13       | Naval Station Mayport Fitness Centre Público: 250 Árbitro(s): ALE Janita Richter CAN Steve Stuart |